# Sándor István (orvos, 1881–1962)
Sándor Oszkár István, születési és 1904-ig használt nevén Schwarcz Oszkár István (Temesvár, 1881. november 28. – Budapest, 1962. október 15.) sebész főorvos, az újpesti Károlyi Sándor Kórház igazgatója.

## Életpályája
Schwarz László és Spitzer Elvira fiaként született. Középiskolai tanulmányait a Ciszterci Rend Bajai Katolikus Főgimnáziumában végezte, 1899-ben tett érettségi vizsgát. Egyetemi tanulmányait Lipcsében kezdte. A Budapesti Tudományegyetemen 1904-ben avatták orvosdoktorrá. Oklevelének megszerzése után Herzl tanár mellett dolgozott kórházi orvosként, majd két évig az I. sz. Sebészeti Klinikán Dollinger Gyula műtőnövendéke, három évig tanársegéde volt. Ezután egy évet a Szent István Kórházban töltött Hültl Elemér osztályán, míg végül az újpesti Gróf Károlyi Sándor Közkórházhoz került, ahol sebészfőorvos, illetve 1911-től a kórház igazgatója volt.
Az első világháború alatt katonai szolgálatot teljesített, s mint honvédezredes szerelt le. Több kitüntetésben részesült: koronás arany érdemkereszt a hadi ékítménnyel, II. osztályú Vöröskereszt, III. osztályú porosz Vöröskereszt.
Több tudományos és társadalmi egyesület tagja volt. Cikkei jelentek meg a sebészet tárgyköréből.

### Családja
Első felesége Drescher Erzsébet volt, akit 1912. július 2-án vett nőül. 1919. június 24-én, Újpesten házasságot kötött Gerlóczy Mártával (1895–1954). Első házasságából született lánya dr. Sándor Sarolta (1913–1947), férjezett Sándorházi Lajosné.

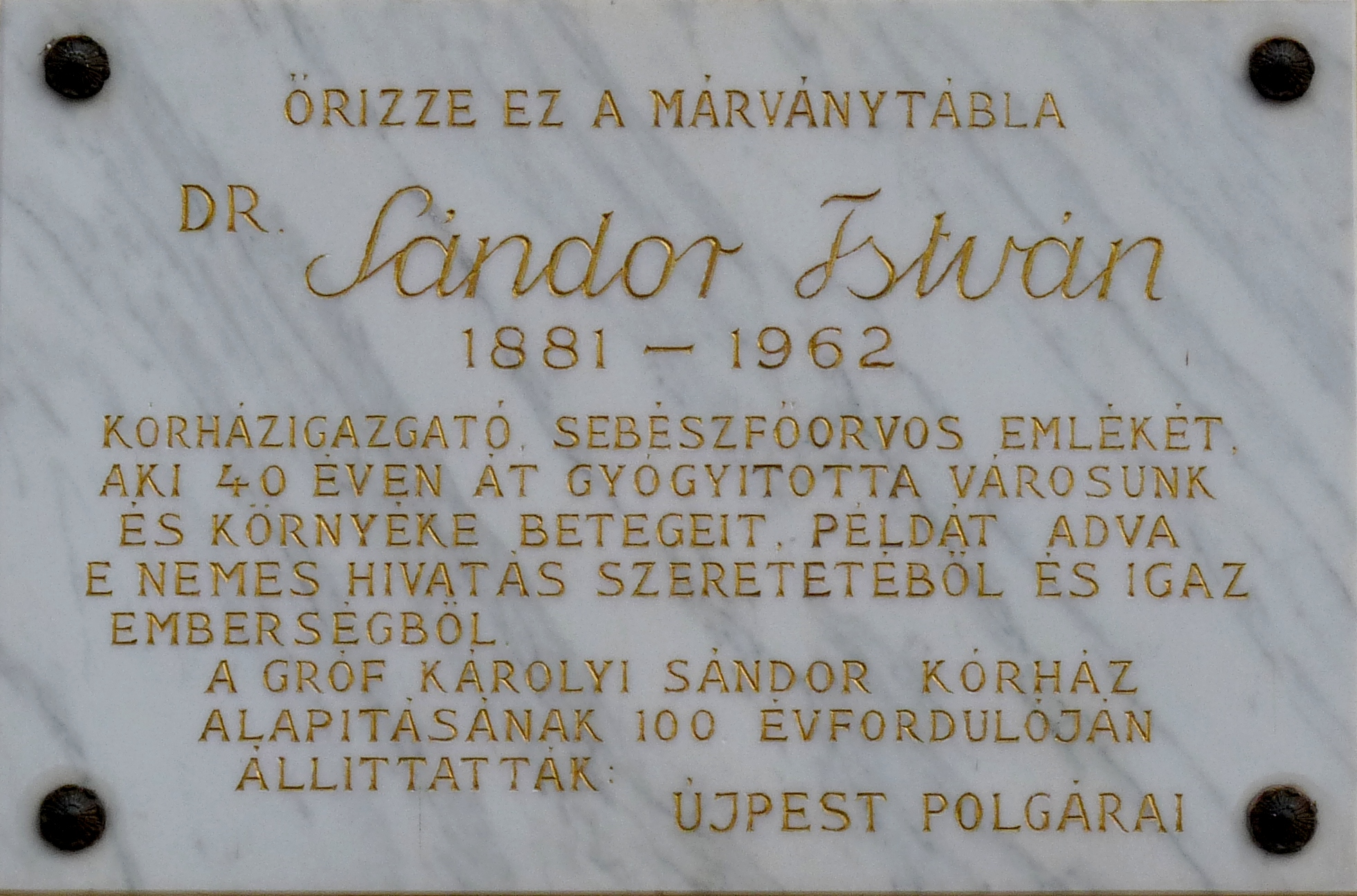
Sándor István emléktáblája a kórház falán. Budapest, IV. ker. Nyár utca 103.

## Művei
- A haemangiomák gyógykezeléséről. (Orvosi Hetilap, 1907, 28–29.)
- Megjegyzések az evipan-natriumos altatásról és egy új módszerű automatikusfecskendő kinyomó készülék leírása. (Orvosi Hetilap, 1934, 2.)
- Az A-vitamin localis alkalmazása a sebkezelésben. Horn Zoltánnal. (Orvosi Hetilap, 1934, 12.)
- Az A-vitamin helybeli alkalmazása sebkezelésekben. (Orvosi Hetilap, 1936, 22.)
- A Hültl-féle fémkapcsos gyomorbélvarrás és egy új varróműszer ismertetése. (Orvosi Hetilap, 1936, 28.)
- Az Evipanos altatás a gyakorlatban. (Orvosi Hetilap, 1939, 25.)
- Az epeműtétek szerepe a cukorbetegség kezelésében. Horn Zoltánnal. (Orvosi Hetilap, 1940, 45.)